# دائرة سيدي معروف
دائرة سيدي معروف إحدى دوائر  ولاية جيجل الجزائرية .  عاصمتها هي بلدية سيدي معروف وتضم بلديات  : 
- سيدي معروف
- أولاد رابح